# 金山区 (新北市)
金山区（ジンシャン/きんざん/かなやま-く）は台湾新北市の市轄区。

## 地理
金山区は台湾島の最北端近くに位置し、東北は太平洋に面し、西北は石門区、三芝区と、西南は台北市北投区、士林区と、東南は万里区とそれぞれ接している。

## 歴史
旧名では金包里と呼ばれていた。この地域に古くから住むケタガラン族の言葉「Kimaurij」の音写である。また古くから硫黄が産出したことから、「採硫之地」の異名がある。
日本統治時代の1901年（明治34年）11月11日、基隆庁の管轄となる。
1905年（明治38年）7月1日、台湾総督府により「金包里区」が設置された。
1909年（明治42年）10月25日、基隆庁が台北庁に合併され、金包里区は台北庁金包里支庁の管轄となる。
1920年（大正9年）10月1日、地方改制の際に改称して台北州基隆郡「金山庄」となった。
第二次世界大戦後の1946年1月16日、中華民国統治下で「金山郷」へ改編された。
2010年12月25日、台北県が新北市に改編されたことに伴い金山区へ改編された。

## 行政区
| 里 |
| --- |
| 和平里、大同里、豊漁里、磺港里、美田里、五湖里、重和里、両湖里、六股里、三界里、清泉里、西湖里、万寿里、永興里、金美里 |

## 交通
- 台2線：淡金公路、基金公路。
- 台2甲線：陽金公路。
  - 基金公路：基隆より、金山区を通り、基隆大武崙、万里区に至る。
  - 淡金公路：淡水より、金山区を通り、三芝区、石門区に至る。
  - 陽金公路：台北より、金山区を通り、士林区あるいは北投区、陽明山国家公園に至る。

## 教育
| 区分 | 数 | 名称                                                                                |
| ---- | -- | ----------------------------------------------------------------------------------- |
| 大学 | 1  | 法鼓仏教研修学院                                                                    |
| 高中 | 1  | 新北市立金山高級中学                                                                |
| 高職 | -  | -                                                                                   |
| 国中 | 1  | 新北市立金山高級中学附属国民中学                                                    |
| 国小 | 4  | 新北市立金山国民小学 新北市立中角国民小学 新北市立三和国民小学 新北市立金美国民小学 |

## 観光地
- 金山温泉
- 金宝山（中国語版、英語版） - テレサ・テン記念公園（筠園）など
- 朱銘美術館（中国語版）
- 金山青年活動センター
- 金包里慈護宮（中国語版） - 大同村
- 燭台双嶼
- 金山老街
- 魚路古道（中国語版）

## ギャラリー
- 金宝山にあるテレサ・テン記念公園（筠園）
- 水尾海岸
- 金包里慈護宮
- 獅頭山公園
- 芑豐居
- 朱銘美術館